# Hugo I de Châtellerault
Hugo I de Châtellerault (Châtellerault, Vienne, Poitou, França, 1008 - Roche, Haute-Vienne, Limusino, França, 1075)[carece de fontes?] foi um nobre medieval francês e visconde de Châtellerault.

## Relações familiares
Foi filho de Bosão I de Chatellerault (Chatellerault, Vienne, Poitou-Charentes, França, 960 - 1013) e de Amélia.
Casou com Gerberga Fucaldo de La Roche, filha de Fucaldo I de la Roche e de Gersinde de la Roche, de quem teve:
1. Bosão II de Châtellerault[2], foi Visconde de Châtellerault (1050 - 1092) casado com Eleonor de Thouars, filha de Américo I de Châtellerault, visconde de Thouars e de Arengarda de Mauléon.